# Makenson Gletty
Makenson Gletty (* 2. April 1999 in Mirebalais, Haiti) ist ein französischer Leichtathlet haitianischer Herkunft, der sich auf den Mehrkampf spezialisiert hat.

## Sportliche Laufbahn
Makenson Gletty wurde auf Haiti geboren. 2014 bestritt er in Frankreich seine ersten Wettkämpfe, zunächst als Kugelstoßer. So gewann er 2015 die Bronzemedaille im Kugelstoßen bei den französischen U18-Hallenmeisterschaften. 2016 bestritt er seine ersten Wettkämpfe im Zehnkampf und schaffte die Qualifikation für die U18-Europameisterschaften in Georgien. Dort blieb er knapp unterhalb der Marke von 7000 Punkten und belegte damit den fünften Platz. 2017 gewann er die Silbermedaille im Siebenkampf bei den französischen U20-Hallenmeisterschaften. Im Sommer trat er im Zehnkampf bei den U20-Europameisterschaften in Grosseto an. Mit 7515 Punkten belegte er den neunten Platz. Auch 2018 gewann Gletty Silber bei den französischen U20-Hallenmeisterschaften. Später in der Saison trat er dann bei den U20-Weltmeisterschaften im finnischen Tampere an. Nach gutem Auftakt, musste er den Wettkampf während der letzten Teildisziplin des ersten Wettkampftages, dem 400-Meter-Lauf, abbrechen. 2019 trat Gletty zum ersten Mal bei den französischen Hallenmeisterschaften der Erwachsenen an. Dort belegte er den sechsten Platz. Im Mai stellte er mit 7747 Punkten eine neue Bestleistung im Zehnkampf auf und nahm anschließend an den U23-Europameisterschaften in Schweden teil. Dort blieb er allerdings deutlich hinter seiner Bestpunktzahl aus dem Mai zurück und belegte am Ende den 14. Platz.
2020 stellte Gletty in seinem einzigen Wettkampf des laufenden Jahres mit 7978 eine neue Bestpunktzahl auf. 2021 trat er in Tallinn zum zweiten Mal bei den U23-Europameisterschaften an. Erneut blieb er weit hinter seiner Bestleistung zurück und wurde am Ende Zwölfter. 2022 absolvierte Gletty seine ersten Zehnkampfwettkämpfe mit einer Punktzahl von über 8000 Punkten. 2023 gewann er im Frühjahr in der Halle seinen ersten nationalen Meistertitel. Anfang März startete er bei den Halleneuropameisterschaften in Istanbul und damit bei seinen ersten internationalen Meisterschaften bei den Erwachsenen. Dort landete er auf dem neunten Platz, wobei er fast 1000 Punkte hinter seiner Bestpunktzahl aus dem Februar zurückblieb. Ende Juli siegte er mit 8279 Punkten bei den französischen Meisterschaften. Mit dieser neuen Bestleistung verpasste er knapp die Qualifikation für die Weltmeisterschaften in Budapest. Im September gewann er mit neuer Bestpunktzahl von 8443 Punkten einen Zehnkampf in Talence gegen eine internationale Konkurrenz. Damit fehlen ihm nur wenige Punkte um sich für die Olympischen Sommerspiele in Paris zu qualifizieren.
2023 wurde Gletty französischer Meister im Freien im Zehnkampf und französischer Hallenmeister im Siebenkampf.
2024 trat Gletty im März zum ersten Mal bei den Hallenweltmeisterschaften an. Dort belegte er im Siebenkampf den fünften Platz. Anfang Juni trat er in Rom bei den Europameisterschaften an. Er konnte in vier Teildisziplinen neue Bestleistungen aufstellen und gewann mit Gesamtpunktzahl von 8606 Punkten die Bronzemedaille.

## Wichtige Wettbewerbe
| Jahr                   | Veranstaltung               | Ort                    | Platz                  | Disziplin              | Punktzahl              |
| Startet für Frankreich | Startet für Frankreich      | Startet für Frankreich | Startet für Frankreich | Startet für Frankreich | Startet für Frankreich |
| ---------------------- | --------------------------- | ---------------------- | ---------------------- | ---------------------- | ---------------------- |
| 2016                   | U18-Europameisterschaften   | Tiflis                 | 5.                     | Zehnkampf              | 6996 Punkte            |
| 2017                   | U20-Europameisterschaften   | Grosseto               | 9.                     | Zehnkampf              | 7515 Punkte            |
| 2018                   | U20-Weltmeisterschaften     | Tampere                |                        | Zehnkampf              | DNF                    |
| 2019                   | U23-Europameisterschaften   | Gävle                  | 14.                    | Zehnkampf              | 6842 Punkte            |
| 2021                   | U23-Europameisterschaften   | Tallinn                | 12.                    | Zehnkampf              | 7446 Punkte            |
| 2023                   | Halleneuropameisterschaften | Istanbul               | 9.                     | Siebenkampf            | 5133 Punkte            |
| 2024                   | Hallenweltmeisterschaften   | Glasgow                | 5.                     | Siebenkampf            | 6187 Punkte            |
| 2024                   | Europameisterschaften       | Rom                    | 3.                     | Zehnkampf              | 8606 Punkte            |

## Persönliche Bestleistungen
Freiluft:
- 100 Meter: 10,55 s, 10. Juni 2024, Rom
- Weitsprung: 7,59 m, 10. Juni 2024, Rom
- Kugelstoßen: 16,46 m, 23. September 2023, Talence
- Hochsprung: 2,05 m, 11. Mai 2019, Montpellier
- 400 m: 47,60 s, 10. Juni 2024, Rom
- 110 m Hürden: 13,88 s, 11. Juni 2024, Rom
- Diskuswurf: 46,47 m, 6. September 2020, Vénissieux
- Stabhochsprung: 5,07 m, 24. September 2023, Talence
- Speerwurf: 61,64 m, 19. Dezember 2020, Saint-Paul
- 1500 m: 4:27,46 min, 24. September 2023, Talence
- Zehnkampf: 8606 Punkte, 11. Juni 2024, Rom

Halle:
- 60 m: 6,89 s, 28. Januar 2023, Aubière
- Weitsprung: 7,33 m, 27. Januar 2024, Aubière
- Kugelstoßen: 16,95 m, 2. März 2024, Glasgow
- Hochsprung: 1,98 m, 27. Januar 2024, Aubière
- 60 m Hürden: 7,79 s, 18. Februar 2024, Miramas
- Stabhochsprung: 5,01 m, 28. Januar 2024, Aubière
- 1000 m: 2:37,57 min, 19. Februar 2023, Aubière
- Siebenkampf: 6230 Punkte, 28. Januar 2024, Aubière